# Alemania Occidental en los Juegos Olímpicos
Alemania Occidental en los Juegos Olímpicos estuvo representada por el Comité Olímpico Alemán, miembro del Comité Olímpico Internacional desde el año 1895. Antes de 1968, los deportistas de Alemania Occidental compitieron de 1956 a 1964 conjuntamente con los atletas de Alemania Oriental bajo la denominación de Equipo Alemán Unificado (EUA) y después de la Reunificación de 1990 como Alemania (GER).
Participó en 5 ediciones de los Juegos Olímpicos de Verano, entre México 1968 y Seúl 1988. El país obtuvo un total de 204 medallas en las ediciones de verano: 56 de oro, 67 de plata y 81 de bronce.
En los Juegos Olímpicos de Invierno participó en 6 ediciones, entre Grenoble 1968 y Calgary 1988. El país consiguió un total de 39 medallas en las ediciones de invierno: 11 de oro, 15 de plata y 13 de bronce.
Este país fue anfitrión de los Juegos Olímpicos de Verano en una ocasión: Múnich 1972.

## Medalleros

### Por edición
| Evento           | Oro | Plata | Bronce | Total |
| ---------------- | --- | ----- | ------ | ----- |
| México 1968      | 5   | 11    | 10     | 26    |
| Múnich 1972      | 13  | 11    | 16     | 40    |
| Montreal 1976    | 10  | 12    | 17     | 39    |
| Moscú 1980       | –   | –     | –      | –     |
| Los Ángeles 1984 | 17  | 19    | 23     | 59    |
| Seúl 1988        | 11  | 14    | 15     | 40    |
| TOTAL            | 56  | 67    | 81     | 204   |

| Evento           | Oro | Plata | Bronce | Total |
| ---------------- | --- | ----- | ------ | ----- |
| Grenoble 1968    | 2   | 2     | 3      | 7     |
| Sapporo 1972     | 3   | 1     | 1      | 5     |
| Innsbruck 1976   | 2   | 5     | 3      | 10    |
| Lake Placid 1980 | 0   | 2     | 3      | 5     |
| Sarajevo 1984    | 2   | 1     | 1      | 4     |
| Calgary 1988     | 2   | 4     | 2      | 8     |
| TOTAL            | 11  | 15    | 13     | 39    |

### Por deporte
| Evento              | Oro | Plata | Bronce | Total |
| ------------------- | --- | ----- | ------ | ----- |
| Atletismo           | 12  | 14    | 17     | 43    |
| Balonmano           | 0   | 1     | 0      | 1     |
| Boxeo               | 1   | 0     | 5      | 6     |
| Ciclismo            | 4   | 5     | 5      | 14    |
| Deportes ecuestres  | 11  | 5     | 9      | 25    |
| Esgrima             | 7   | 8     | 1      | 16    |
| Fútbol              | 0   | 0     | 1      | 1     |
| Gimnasia            | 0   | 0     | 2      | 2     |
| Halterofilia        | 2   | 2     | 3      | 7     |
| Hockey sobre hierba | 1   | 3     | 0      | 4     |
| Judo                | 1   | 4     | 3      | 8     |
| Lucha               | 1   | 4     | 4      | 9     |
| Natación            | 3   | 5     | 14     | 22    |
| Piragüismo          | 2   | 6     | 3      | 11    |
| Remo                | 4   | 4     | 6      | 14    |
| Tenis               | 1   | 0     | 1      | 2     |
| Tiro                | 4   | 4     | 3      | 11    |
| Vela                | 2   | 2     | 3      | 7     |
| Waterpolo           | 0   | 0     | 1      | 1     |
| TOTAL               | 56  | 67    | 81     | 204   |

| Evento                | Oro | Plata | Bronce | Total |
| --------------------- | --- | ----- | ------ | ----- |
| Biatlón               | 1   | 2     | 2      | 5     |
| Bobsleigh             | 1   | 3     | 2      | 6     |
| Combinada nórdica     | 2   | 1     | 0      | 3     |
| Esquí alpino          | 3   | 5     | 1      | 9     |
| Hockey sobre hielo    | 0   | 0     | 1      | 1     |
| Luge                  | 1   | 4     | 5      | 10    |
| Patinaje artístico    | 0   | 0     | 2      | 2     |
| Patinaje de velocidad | 3   | 0     | 0      | 3     |
| TOTAL                 | 11  | 15    | 13     | 39    |